# The Girl from Yesterday
The Girl from Yesterday è un singolo del gruppo musicale statunitense Eagles, pubblicato nel 1995.

## Tracce
1. The Girl From Yesterday – 3:23 (Glenn Frey, Tempchin)

## Formazione
- Glenn Frey - voce, chitarra acustica
- Joe Walsh - chitarra elettrica, cori
- Timothy B. Schmit - basso, cori
- Don Henley - batteria, percussioni, cori
- Don Felder - chitarra elettrica

## Classifiche
| Classifica       | Posizione migliore |
| ---------------- | ------------------ |
| Canadian Country | 69                 |
| Country Singles  | 58                 |